# Rijsttenreks
Rijsttenreks (Oryzorictinae) zijn een onderfamilie van de Tenreks (Tenrecidae). De onderfamilie werd voor het eerst beschreven door George Edward Dobson in 1882.
De soorten uit deze onderfamilie zijn allen endemisch in Madagaskar. De dieren hebben een lengte van 4 tot 17 centimeter en hebben een relatief lange staart. De vacht is grijs tot bruin en lichter aan de onderkant. De tenreks zijn carnivoren.

## Taxonomie
De onderfamilie telt 25 soorten binnen drie geslachten:
- Geslacht Spitsmuistenreks (Microgale)
  - Microgale brevicaudata G. Grandidier, 1899
  - Microgale cowani Thomas, 1882, de kleinste van de hele Tenrekfamilie
  - Microgale drouhardi G. Grandidier, 1934
  - Microgale dryas Jenkins, 1992 (Boomspitsmuistenrek)
  - Microgale fotsifotsy Jenkins, Raxworthy & Nussbaum, 1997
  - Microgale gracilis (Forsyth Major, 1896)
  - Microgale grandidieri Olson et al., 2009
  - Microgale gymnorhyncha Jenkins, Goodman & Raxworthy, 1996
  - Microgale jenkinsae Goodman & Soarimalala, 2004
  - Microgale jobihely Goodman, Raxworthy, Maminirina & Olson, 2006
  - Microgale longicaudata Thomas, 1882 (Langstaarttenrek)
  - Microgale majori Thomas, 1918
  - Microgale mergulus (Forsyth Major, 1896) (Watertenrek)
  - Microgale monticola Goodman & Jenkins, 1998
  - Microgale nasoloi Jenkins & Goodman, 1999
  - Microgale parvula G. Grandidier, 1934
  - Microgale principula Thomas, 1926
  - Microgale pusilla Forsyth Major, 1896
  - Microgale soricoides Jenkins, 1993
  - Microgale taiva Forsyth Major, 1896
  - Microgale thomasi Forsyth Major, 1896
- Geslacht Nesogale
  - Nesogale dobsoni (Thomas, 1884)
  - Nesogale talazaci (Forsyth Major, 1884)
- Geslacht Oryzorictes
  - Oryzorictes hova A. Grandidier, 1870 (Rijsttenrek)
  - Oryzorictes tetradactylus Milne-Edwards & A. Grandidier, 1882 (Viervingerige rijsttenrek)